# 레슬리 존스
레슬리 존스(Leslie Jones, 1967년 9월 7일 ~ )는 미국의 스탠드업 코미디언, 배우이다. 대학 재학 중이던 1987년부터 스탠드업 코미디 무대에 서기 시작했고, 2014년부터 2019년까지 《새터데이 나이트 라이브》 고정 출연자 겸 작가로 활동했으며 이를 통해 2017년과 2018년 프라임타임 에미상 코미디 시리즈 부문 여우조연상 후보에 두 차례 올랐다.

## 출연 작품

### 영화
- 사랑을 위하여 (1999)
- 내셔널 시큐리티 (2003)
- 탑 파이브 (2014)
- 나를 미치게 하는 여자 (2015)
- 마스터마인드 (2016)
- 고스트버스터즈 (2016)
- 씽 (2016) - 애니메이션
- 커밍 2 아메리카 (2021)

### 텔레비전
- 새터데이 나이트 라이브 (2014-19)
- 루폴의 드래그 레이스 (2020) - 본인
- 우리의 깃발은 곧 죽음 (2022-23)
- 더 데일리 쇼 (2023-24)